# Rhizofabronia perpilosa
Rhizofabronia perpilosa är en bladmossart som beskrevs av Brotherus 1925. Rhizofabronia perpilosa ingår i släktet Rhizofabronia och familjen Fabroniaceae. Inga underarter finns listade i Catalogue of Life.